# 新・八戸市民の歌 〜新しい風〜
「新・八戸市民の歌 〜新しい風〜」（しんはちのへしみんのうた あたらしいかぜ）は、青森県八戸市が制定した3代目の市民歌である。作詞・左舘秀之助、作曲・最上哲三。

## 解説
八戸市では1929年（昭和4年）の市制施行後、第2代市長の神田重雄が1934年（昭和9年）に自ら作詞した初代「八戸市民歌」、1961年（昭和36年）の新産業都市指定を記念して1964年（昭和39年）に制定された「八戸市民の歌」（作詞：法師浜桜白、作曲：古賀政男）と2代の市民歌が存在していた。
3代目市民歌の「新しい風」は1999年（平成11年）の市制70周年を記念して作成されたもので、制定意義は「市民の誰もが歌え、長く歌いつがれる歌」とされている。作詞・作曲は懸賞公募でなく市が設置した市民歌制作検討委員会からの依頼によるもので、第43回直木賞候補となった経歴がある郷土作家の左舘秀之助（1924年 - 2017年）が作詞者、八戸市立湊中学校の音楽教諭で長年にわたり同校の吹奏楽部を指導して来た最上哲三が作曲者としてそれぞれ指名された。合併以外の理由による市民歌の代替わりで表題に「新」を冠した事例としては、他に神奈川県小田原市の「新小田原市民歌」がある。
八戸市は2005年（平成17年）に三戸郡南郷村を編入合併したが、合併協議会では制定から6年しか経過していない3代目市民歌の扱いについて「合併後において検討する」ものと取り決められた。県内では青森市が浪岡町との新設合併に伴う従来の2代目「青森市民歌」失効に伴い3代目市民歌（同年12月発表の「大きな朝に」）を制定する方針であったことから、八戸市の合併協議においても「旧市域を対象にしたものなので、合併方式に関わらず代替わりさせるべきではないか」とする意見が出されたが、八戸市側では制定から日が浅い市民歌を短期間で廃止することに対しては異論が強く、合併後の検討では1年半後の2006年（平成18年）10月に市民憲章と合わせて「従来通りとする」と存続が決定された。
市では高齢者を対象にした常設の生涯学習講座「鷗盟大学」の入学式および卒業式で斉唱の機会を設け、市庁では15時の時報として3代目市民歌を演奏している。